# パナイ号事件

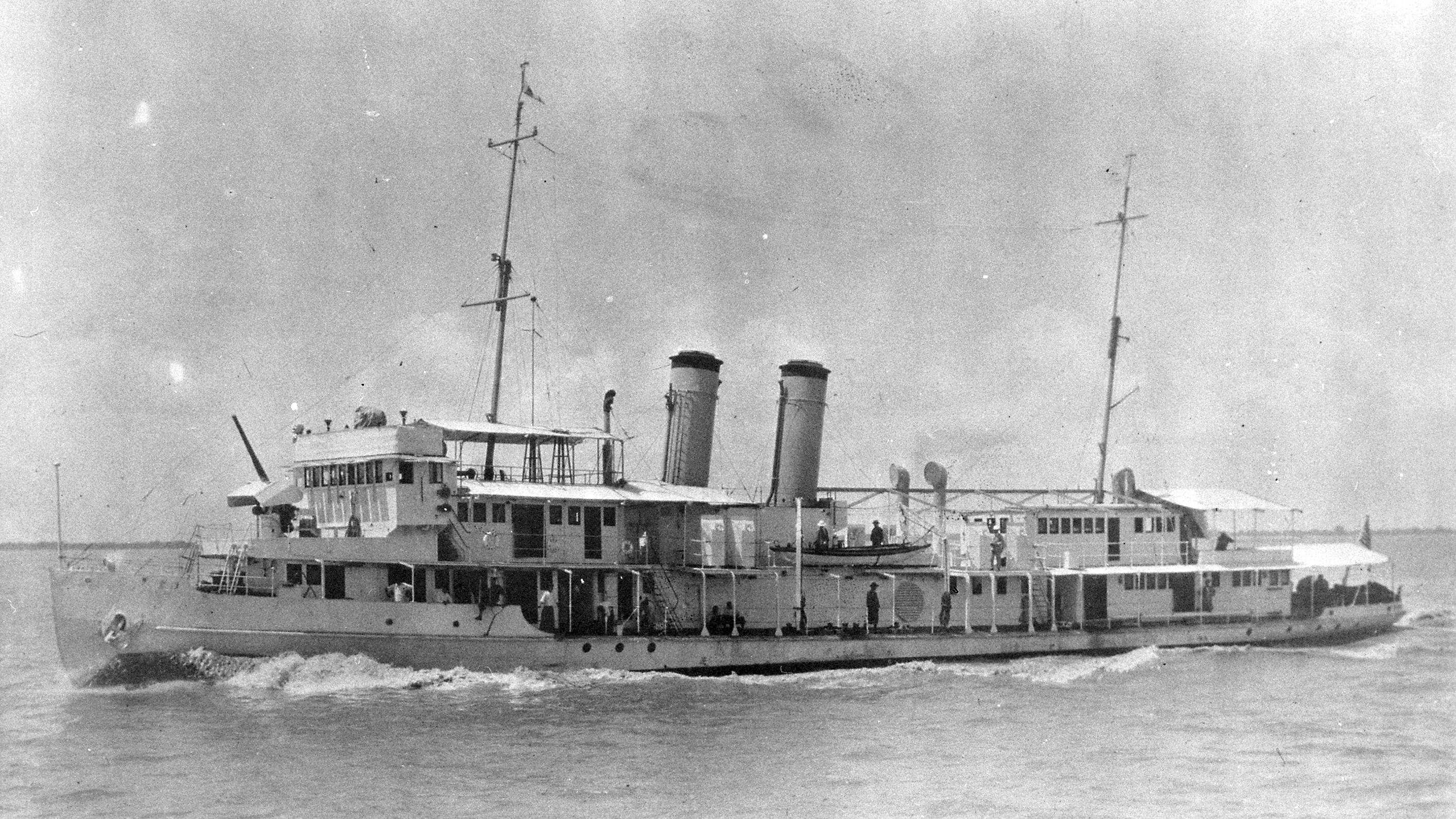
パナイ。1928年8月30日の中国にて撮影。

パナイ号事件（パナイごうじけん、Panay incident）は、日中戦争初期の1937年12月12日、揚子江上において、米国民間人を南京から避難させるために乗せたアメリカ合衆国アジア艦隊河川砲艦「パナイ」を日本海軍機が攻撃して沈没させ、同艦に護衛されていたスタンダードオイル社のタンカー3隻を破壊し、さらにその際に機銃掃射を行ったとされる事件。パネー号事件とも表記される。同日にレディバード号事件も発生している。

## 概説
1937年12月12日、パナイは脱出する外国人を乗せて南京上流に碇泊中、南京総攻撃を支援していた現地上海航空隊による攻撃を受けた。同船に搭乗していたのは米将校5人、兵士54人、米大使館員5人、民間人10人で、日本軍機による攻撃の結果、死者が3人、重傷者は48人となった。また、同船に先導案内されていた米国スタンダード・バキューム・オイル社のメイピン（美平）、メイシア（美峡）、メイアン（美安）にも同様の危害を加えた。さらに、中国人の取調べなどを行っていた日本陸軍の部隊も、再度飛来した日本海軍機の爆撃や機銃掃射に巻き込まれ、日本人にも死者2名、負傷者3名が出た。
事件発生時、第三艦隊司令部の伝達不備からパナイの最終避難位置情報が伝達されておらず、現地航空隊は南京付近に第三国艦船が存在することを知らなかった。そのため大本営海軍部の公表は、パナイを中国船舶と誤認したのはやむを得なかったとし、日本陸軍への誤爆を含むあくまで誤爆事故だったと釈明したが、アメリカでは日本海軍機による故意爆撃であるという認識が定着していた。
一部では、航空母艦加賀の一将校によって故意に計画されたものだと判明した、という説も存在するが、事件当時の空母加賀は南京攻略戦に参加しておらず、本件とは無関係だった。
故意爆撃か誤認爆撃かの決着は見なかったが、いずれにしても事件から約2週間後に日本政府からの陳謝がアメリカ政府に受け入れられ、事態は概ね収束した。結果、本件はメイン号事件やルシタニア号事件のような直接・間接の戦争の要因とはならず、この時点での日米開戦は回避された

## 背景
1937年（昭和12年）8月13日、第二次上海事変が勃発する。8月30日、国民党政府は国際連盟に対して、日本の行動は不戦条約および九ヶ国条約に違反すると通告し、措置を取るよう提訴した。これを受けてフランクリン・ルーズベルト大統領は、10月5日に、日本を非難する隔離演説をシカゴで行った。日本海軍はこの演説に対して強く反感を持っていた。同年11月3日から24日にかけて、ブリュッセル会議（九ヶ国条約会議）が開催され、日本側は欠席していたが、米英は日本への非難を弱めていた。これは、隔離演説に対するアメリカ国民の反発が強かったためといわれる。
第二次上海事変勃発から約4ヶ月後、日本軍は中国国民党政府の首都南京へ向けて追撃戦をおこなっていた。海軍航空部隊も大陸に地歩を進めてこれを支援して、敗走する中国軍部隊への銃爆撃、撤退部隊を乗せたジャンクの爆撃、輸送機関、輸送施設の爆撃などさまざまな作戦を展開していた。

## 経緯
1937年12月5日には、敗残兵が避難しようとしていた、蕪湖沖停泊中のイギリス汽船2隻や、蕪湖埠頭のイギリスの会社の倉庫が爆撃された。12月8日、日本は、第三国人は一律に南京を立ち退くように申し入れを行い、翌9日、揚子江沿岸各地において各国がその船舶車輌を中国軍から遠ざけ、交戦地域外に移転するように通報した。このとき、中国軍は外国旗を掲揚して外国船を偽装した中国船に乗船したり、あるいは外国船を借用したり、さらには中国軍に味方する外国船に護送されて南京からの脱出を図っていたと、日本側からは主張されることもある。
日本軍による南京攻撃（及び南京陥落）の前日の、12月12日朝、蕪湖でレディーバード号事件が発生した。橋本欣五郎砲兵大佐（→桜会参照）の指揮する陸軍砲兵が英国砲艦のレディバード及び同型艦のビーに砲撃を加え被害を与えた。
陸軍の作戦に協力すべき任務を課せられていた海軍航空部隊指揮官は、12月11日以来、「南京方面の支那兵が船舶により上流方面に逃走しつつあり」又「此等船舶は屡々南京とその上流との間を往復しつつあり」等の情報を受領していた。
12月12日午前、中支那方面軍司令部に連絡参謀として派遣されていた青木武海軍少佐から「南京上流約10海里の揚子江上に中国の敗残兵を満載した商船約10隻が上流に向かって逃走中である。陸軍にはこの敵を攻撃する手段がないので、ぜひとも海軍航空部隊で攻撃してもらいたい」との（陸軍からの攻撃協力要請の）主旨の電話連絡を受け、また同日正午には「大小汽船十隻およびジャンク多数は敵退却兵を搭載し南京上流12浬ないし25浬付近を遡行中」との情報を得て、第二連合航空隊第十二航空隊の三木森彦大佐は直ちに常州飛行場より攻撃隊を発進させた。（分派により三木大佐の指揮下には第十三航空隊の一部も入っていた）
この時パナイは、南京から避難しようとする民間米国人を乗船させ、また、日本軍が予想以上の速さで南京に迫って来たことから戦闘に巻きこまれることを避けるため南京から離れようと揚子江を遡上するタンカー3隻を護送していた。これらのタンカーは中国空軍基地に運ぶガソリンを搭載していたともしばしば言われる。

## 攻撃
この空襲を敢行したのは帝国海軍第二連合航空隊（司令官は三並貞三少将）で、第十二航空隊（長は三木大佐）と第十三航空隊（長は千田貞敏大佐）から成っていた。攻撃隊では地味で効果の瞭然としない陸戦協力が続いている中で、本来の任務である対艦攻撃の任務を与えられ士気が高かった。攻撃隊は以下の4隊で編成された。
- 十二空、潮田良平大尉指揮、九五式艦上戦闘機9機
- 十二空、小牧一郎大尉指揮、九四式艦上爆撃機6機
- 十三空、奥宮正武大尉指揮、九六式艦上爆撃機6機
- 十三空、村田重治大尉指揮、九六式艦上攻撃機3機

攻撃隊は南京上流約45km（約26海里）の揚子江上において船舶4隻を発見した。まず村田隊が高度2500mからの水平爆撃でパナイに直撃弾を与え、続いて奥宮隊と小牧隊が別の2隻に高度4000mから急降下爆撃を実施、潮田隊は機銃掃射を加えた。結果、パナイを含む2隻を撃沈し、他2隻に損傷を与えた。潮田隊の一員であった原田要は、パナイは米国国旗をどこにも出していなかったと記している。
最初に常州飛行場に帰還した奥宮隊は戦果拡大のために再出撃を行った。奥宮隊は攻撃地点に船舶を発見出来ず、南京の上流約18km（約10海里）に停泊していた船3隻に向かって上流から合流中の船に攻撃を加えた。攻撃中に目標船上に英国国旗が書かれていることを視認し攻撃を中止したが3機が投弾し、命中弾はなかった。
日本海軍機が攻撃したのは米国アジア艦隊河川砲艦パナイと同艦に先導案内されていた米国スタンダード・バキューム・オイル社の商船メイピン（美平）、メイシア（美峡）、メイアン（美安）の4隻、およびイギリス砲艦クリケット、スカラブに護衛されたジャーディン・マセソン社の倉庫船と汽船黄浦号であった。

## 事件後の経過

### 12月13日、通告と謝罪
現地上海の第三艦隊（支那方面艦隊）では、12日、米海軍連絡将校が旗艦「出雲」を訪れ、草鹿龍之介参謀副長に、「パナイ号」と連絡が取れなくなったこと、日本海軍に心当たりがないかを尋ねた。爆撃隊長の報告を聞いた草鹿は「パナイ」の誤爆を悟り、長谷川清司令長官に相談した。草鹿は救助隊を派遣すると同時に新聞社の写真班を招き、救助作業をニュース映画にするよう依頼する。翌13日午前、長谷川長官は米アジア艦隊旗艦の巡洋艦「オーガスタ」に杉山六蔵参謀長を派遣して、遺憾の意を表するとともに、「日本軍飛行機は300米の高度まで下降して国籍を確かめんとしたが遂に国旗を識別し得なかった結果、日本軍飛行機は相次いで攻撃を行い米国艦船1隻に損害を与え、砲艦パナイならびにその他米国商船2隻を沈没せしめるに至った…」と事件内容を通告した。
同日午前10時頃、『ニューヨーク・タイムズ』上海支局長ハレット・アベンドを旗艦「出雲」に呼んで、長谷川中将は「遺憾ながらパナイ号を撃沈した」ことを伝え、日本は謝罪と相応の賠償することを言及した。そのときに同席していた三並貞三少将は「パナイ号撃沈を命じたのは誰か」という質問に対し、「それは陸軍のBAD BOYだ、海軍の過ちではないのだ」と答えた。同日午後、長谷川中将が米アジア艦隊旗艦の巡洋艦「オーガスタ」とヤーネル提督を直々に訪問して遺憾の意を表した。
同日、広田弘毅外相は米国大使館に赴き、駐日米国大使のジョセフ・グルーに謝罪し、ワシントンの斎藤博駐米大使へハル国務長官への謝罪を訓令して、14日の面会を果たしている。また斎藤大使は訓令を待たずに3分52秒のラジオ放送枠を買い取って全米中継で謝罪を表明した。13日午後5時、海軍省は「未だ詳報に接せざるも」としながら、誤爆と断定し、謝罪し、誠意をもって責任をとる、という山本五十六海軍次官談を発表。
13日、ルーズベルト大統領は昭和天皇宛に抗議書を送ったが、その親書は広田外相から天皇に渡されなかった。

### 対日抗議通牒と帝国海軍公式発表
- 12月14日
米国務省はパナイ号事件につき駐日グルー大使を通じて日本政府に公式の対日抗議通牒を送った。公式謝罪、賠償、将来保障を要請するものであった。
14日午後9時、帝国海軍公式発表。国旗を認めず、支那兵らしきもの多数乗船を確認しており、故意から出たものではなく全く過誤に基づく不幸な事件であり、善後処置に関して万事遺漏なきを期しているところである、というものであった。
- 12月15日
東京では米内光政海軍大臣が第二連合航空隊司令官の三並貞三少将を更迭して内地に帰還を命じ（後任の第二連合航空隊司令官は、当時の第二航空戦隊司令官塚原二四三少将）[8]、また17日に攻撃を実施した4人の隊長を海軍大臣米内光政の名で譴責処分にした。しかし、海軍の責任者の処分は、対外と海軍部内向けを使い分けたダブルスタンダードのものであった。海兵37期出身の三並は、水上機母艦能登呂艦長・空母鳳翔や加賀艦長・基地航空隊・航空戦隊参謀などを歴任した、航空畑の数少ない海軍将校だった。三並は12月15日付で第二航空戦隊司令官（旗艦「龍驤）に補職される[8][9]。翌年9月1日まで、二航戦司令官を務めた[10]。各隊長への譴責処分も、海軍懲罰令にもとづいて軍令部が正式に処分したものではなかった。

### 12月23日、日米合同説明会
- 12月17日
17日正午、米国大使から広田外相に対し、エイドメモアールをもって強硬な申し入れがあり、23日には日米合同説明会が開かれる。
17日正午（ワシントン時間）、米国艦船への機銃攻撃は行われていないという斎藤駐米大使の言に対し、ハル国務長官は、陸軍部隊が国籍の識別を見誤る可能性が全くないほどの至近距離からパナイを攻撃したことについて、議論の余地のない証拠を握っていると主張した。しかし、議論の余地のない証拠がのちに開示されることはなかった。
- 12月20日
松井石根中支那方面軍司令官は、『ニューヨーク・タイムズ』アベンド上海支局長を通して同紙の一記者を司令部まで特別機で招待、橋本大佐が海軍機にパナイ号射撃を命令したと話し、12月20日付の同紙にスクープ記事が掲載された。
- 12月23日、米大使館における海陸軍との日米合同説明会
23日、米国側の17日の申し入れに対して、山本海軍次官は第三艦隊首席参謀の高田利種中佐、陸軍省軍務局課長の柴山兼四郎大佐、大本営陸軍部参謀西義章中佐、外務省職員および通訳を伴って米国大使館を訪問し、午後5時から約2時間半かけて、海・陸軍合同の事情説明を実施した。海軍発表や高田中佐の戦後の証言によると、西中佐と外務省職員は出席しておらず、陸軍側の説明は柴山大佐が行ったことになっているが、実際は両名も出席しており、陸軍側の説明は、西中佐が行ったという。
同説明会において、グルー米国大使は、「パナイ号は日本軍舟艇部隊により近接され、射撃されたが、しかしパナイ号はその前に既に放棄されていた」と述べており、24日に発表された米海軍査問委員会の報告書にも同様の記述があり、海軍機の攻撃のみが問題にされている。
西中佐は23日の説明で、「斥候2隻が沈没中の米砲艦を視察し、将校1名と兵士数名が確認のため乗船したが、米砲艦に向かって射撃をしていない。同じころ、逃走中の支那軍小型船に対して、別のボートが射撃した」ことを報告しており、22日には大本営陸軍部から「当時あたかも14～15名の支那兵を乗せた小蒸気船（後に至り立大号と判明す）該地付近より上流に向かい逃走するをみて、これに対し距離約1800米なるも陸上より射撃を加え、また一発動艇をして機関銃にて射撃しつつ追撃せしめ、更に他の発動艇を派遣し上流2～3kmにてこれを捕獲せり。該船の舷側には弾痕を認む。前記の如くこの射撃は立大号に対し行われたものにして、断じて米艦船を目標とせるものに非ず。いわゆるパネー号に対して射撃せりというのは恐らく本射撃を誤認せしものなりと推察され、また米艦に対しても跳飛弾ありしにあらずやとも思推せられ、射撃の真相はなお引続き調整中なり」と述べた[11]。
アメリカ側はこの会合で、日本軍の統帥の二元化に気づいた可能性がある、と山本昌雄は述べている。

### 12月24日、日本政府回答文書と米海軍査問委員会報告書
24日、広田外相は日本政府の正式回答文書をグルー大使に手交した。それには、アメリカ政府の要求を全面的に受け入れ、日本政府の正式な陳謝を表明し、完全で十分なる賠償の支払いを実行すること、今後日本軍が中国におけるアメリカ国民の生命財産を攻撃しないこと、日本の軍または官憲が不法な干渉を加えないと保障すること、パナイ撃沈関係者にたいし必要なる処分を実施したことが述べてあった。しかし、アメリカ当局のいう故意爆撃に対しては、あくまでも誤認爆撃であると主張した。
24日午後8時（ワシントン時間）、米海軍査問委員会報告書が発表される。

### 12月26日、事態収拾
12月26日、日本の回答文書を受理する米国政府の対日最終通牒がグルー大使から広田外相に手渡されたが、誤認爆撃説をはっきりと否定し、公式通達済みの米国海軍委員会の決定報告書に依拠することは明言されていた。同日午後7時、山本次官は、アメリカの最終回答によってパナイ号事件はめでたく解決したという談話を発表した。

## アメリカの主張と日本の弁明
アメリカ側の主張は、パナイの所在と位置について日本当局に直前まで通報、了解済みであったことや、パナイ、アメリカ商船は上空から判別可能な国籍表示をしていたにもかかわらず、20余機による第一次、第二次の集中爆撃を数十分間も受け、最後は戦闘機から機銃掃射まで受けたことなどから、意図的な爆撃だというものであった。
一方日本海軍の発表は、汽船に多数の中国人が乗船しているのを目撃し、米国国旗は認識できず、中国船と誤認して爆撃したというのものであった。

### 証言
日本海軍機が機銃掃射を加えるため低空飛行したので、米国国旗が見えないはずはないというアメリカ側の主張に対し、当初、日本海軍は、「飛行機による爆撃は誤爆であって故意ではない。機銃掃射は絶対やっていない。一発も撃っていない。弾薬点検もしっかりやった」と、機銃掃射を行ったことを認めていなかったが、23日のグルー大使への事情説明で、「後日の調査により、我が方の一機が1隻の船に対して短時間機銃射撃による攻撃を行った。この他に機銃射撃による攻撃をした飛行機はない」ことを高田利種中佐が説明し、翌24日の海軍部は「飛行機による機銃射撃は第2回目爆撃機中の一機より短時間行いたるのみである」と公表した。しかし、高田中佐は「海軍機は機銃掃射は全くしていないと報告した」と戦後に証言している。
当時、米海軍アジア艦隊内揚子江砲艦艦隊に所属するケンプ・トリー（当時はパナイの乗組ではない。1941年12月に「ラニカイ」の艦長に任命）は「最大の軍艦旗は旗袋の中に収められた状態で、ガフにかかっていた」と述べている。また、事故発生の直前のパナイの位置や行動の細部が、上海の米艦隊司令部ではなく、ワシントン国務省所掌の処に報告されていた。

## 賠償
賠償については翌1938年4月22日に、日本政府は221万4007ドル36セントを支払った（賠償額には懲罰的な意味は盛り込まず、実際の損害及び死傷事件により生じる損害額が算出された）。なお明細書には、その後の調査の結果判明したというスタンダード石油会社所属の小型船4隻の損害額も計上されており、パナイ号事件の損害は、沈没艦船6隻（パナイ号、スタンダード会社船5隻）、破壊船舶2隻（スタンダード会社船2隻）、死者3名（パナイ乗組員2名および他1名）、負傷者74名、その他（郵務省、国務省、個人財産被害）であった。
駐日米国大使ジョセフ・グルーによれば、政府間で事件が収束した後、事件を恥じた日本の資産家や市民から謝罪の意味で多額の寄付が大使館に送られた。大使館はそれをパナイ基金（Panay Fund）として運用することにした。

## 事件の結果
同日に起きたレディバード号事件もあって、日本側の攻撃を故意と解釈した報道もあり、さらに12月30日にはパナイに便乗していたプロニュースカメラマン、ノーマン・アレーの撮影したニュース映画が公開され、英米国民の対日感情を悪化させた。
しかし未だアメリカの新聞の論調は、直接介入を主張するものは少なく、その多くは対日強硬策を支持するものの、論説は非常に穏やかなものであった。反対に、孤立主義の立場から、アメリカ勢力の完全撤退論を主張するものもあった。1938年1月のギャラップ調査によると、約70％のアメリカ人が中国からの完全撤退を望み、孤立主義的態度を示していた。
ルーズベルトはこの事件に激怒したものの、結局強硬姿勢を取ることは避けた。アメリカの世論の中で強硬論より孤立主義的傾向がまだ強かったことと、日本側が早急に謝罪と賠償をしたことが原因と見られる。

## 日本における南京事件論争にからむ写真の問題
本事件にからんで中国系アメリカ人のアイリス・チャンは、その代表作『The Rape of Nanking』(1997：ハードカバー版)において、パナイ号とする写真を載せたものの、誤って他の艦船の写真を載せていた。日本では、南京事件の存在に否定的見解をとるグループの調べによるものとして、既に1998年9月産経新聞がこれを報道した。この点は、出版側でも気づき、後に出されたペーパーバック版等では正しい写真に差し替えられている。1999年2月産経新聞は日本語版ではこの写真をペーパーバック版と同様に正しい写真に差し替えて柏書房が出版予定であることを報じている（この柏書房による出版は、結局見合わせられている。）。
ところが、上記グループに関わった者により出版された『南京事件「証拠写真」を検証する』（2005：草思社）では、あらためて実際の写真を確認し直さなかったものか、他の書籍に載せられた、むしろ正しいパナイ号の写真について、これをパナイ号ではないとしており、その点に注意を要する。最終的に同時代社から出版された日本語版の『ザ・レイプ・オブ・南京』(2007）には、もちろん正しいパナイ号の写真が載せられている。